# Tante scuse
Tante scuse è stato un programma televisivo italiano di varietà, condotto da Raimondo Vianello e Sandra Mondaini per la regia di Romolo Siena. Fu trasmesso in sette puntate dal 5 ottobre al 23 novembre 1974, il sabato sera sul Programma Nazionale.
Le puntate vennero registrate in estate al Teatro delle Vittorie di Roma. Il programma non andò in onda sabato 2 novembre 1974. Era allora consuetudine in Rai non trasmettere programmi leggeri nel giorno della commemorazione dei defunti, il venerdì e il sabato santo. Quella sera fu trasmessa la riduzione televisiva de Il mercante di Venezia di Shakespeare, con Laurence Olivier.

## Il programma

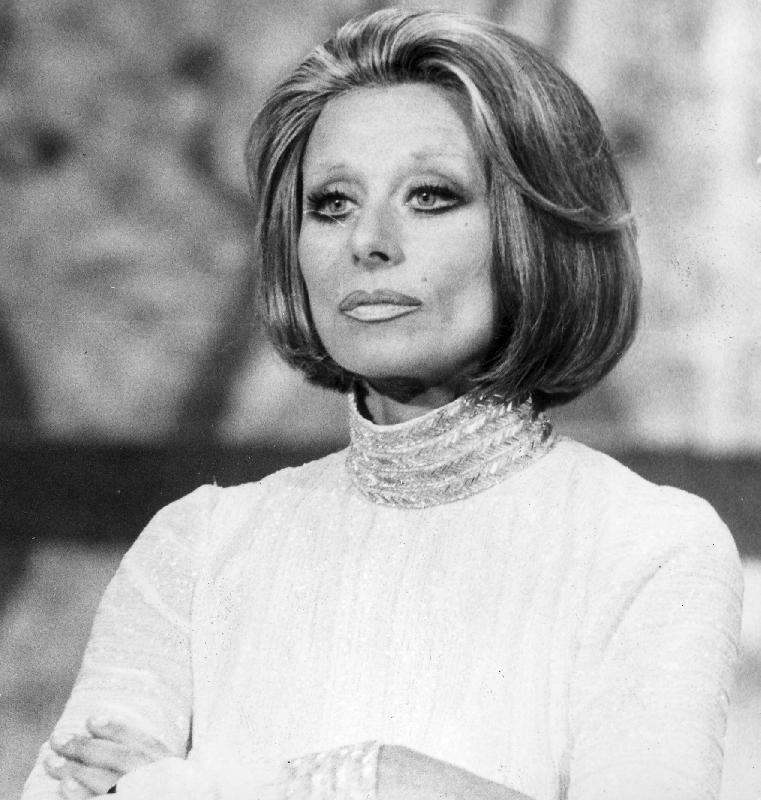
Sandra Mondaini in scena durante il programma

Il programma, che ebbe un successo inaspettato, era basato essenzialmente sui numeri comici del duo Vianello-Mondaini, spalleggiati da Enzo Liberti, che interpretava la parte del capoclaque sempre in disaccordo col "sor Vianello", come lo chiamava lui. Si trattava di scenette divertenti e sempre intelligenti, anche satiriche delle tendenze vecchie e nuove della società italiana.
Non era facile proporre uno spettacolo di varietà con ingredienti nuovi rispetto al ventennio televisivo precedente. Si pensò di costruire lo show su quello che avveniva dietro le quinte, prima, durante e dopo la registrazione, dando l'illusione della diretta. Le scuse del titolo erano quelle rivolte ai telespettatori per i (finti) imprevisti, nei quali rimanevano coinvolti i protagonisti.
Lo spettacolo era completato da un ospite canoro (sempre diverso), dalle canzoni dei Ricchi e Poveri - che facevano parte del cast della trasmissione e occasionalmente partecipavano agli sketch della coppia - e dal balletto di Sandra Mondaini.
Il cast era completato da Massimo Giuliani, che impersonava la parte del barista di Via Teulada, sempre pronto a dare consigli che rimanevano costantemente inascoltati dallo "scontroso" Vianello; l'assistente di studio Attilio Corsini, attore di prosa; e Tonino Micheluzzi, nel ruolo dell'ex spalla di grandi attori, che aveva conosciuto il grande Ermete Zacconi e che qui si era ridotto a fare il suggeritore e il portaborse al "tremendo" Vianello. I due animavano una gag tormentone, in cui Vianello lo vessava in continuazione congedandolo col suo classico «Smamma Ferruccio!», il quale rispondeva compìto e ossequioso: «Comandi, sior Vianello!».
La finzione del dietro le quinte fece sì che anche il regista Romolo Siena, chiamato in causa da Sandra Mondaini e Raimondo Vianello ogni qualvolta avevano dei (finti) problemi in fase di realizzazione del programma, divenisse familiare a milioni di italiani.
Il successo riscosso convinse la Rai a produrre una seconda edizione dello show, dal titolo Di nuovo tante scuse, in cui venne riconfermato l'intero cast.

## Le sigle
La sigla d'apertura si intitolava Tiritera ed era cantata da Sandra Mondaini: vedeva la coppia Mondaini-Vianello interagire con delle animazioni realizzate da Studio Bruno Bozzetto Film.
La sigla finale divenne un cult della televisione italiana: nelle prime sei puntate, ecco come eliminare un gruppo musicale, definito petulante e fastidioso dal "cattivissimo" Vianello, in maniera ogni volta differente. Sulle note di Non pensarci più, i Ricchi e Poveri si prestavano spiritosamente al gioco, facendosi sopprimere nei modi più disparati: spianati da uno schiacciasassi; stritolati da un enorme masso; bruciati dalle fiamme di una tanica di benzina incendiata; colpiti in fronte dalle pallottole di un archibugio; vittime di una palla di cannone; travolti dal tronco di un albero. Il tutto, con la macabra complicità della "falsa ingenua" Sandra che, nel finale della sigla e ad omicidio avvenuto, se ne andava saltellando per i campi come novella Genzianella insieme al marito, mentre gli uccellini cinguettavano allegramente, costruendo un'atmosfera di pace e appagamento. Ma nel finale dell'ultima puntata, si consuma l'inattesa vendetta: Sandra e Raimondo (già pronto ad infierire sul quartetto con un nodoso bastone), vengono scoperti dai cantanti, ed ingenuamente cadono in un tranello, finendo intrappolati da una robusta rete da caccia.